# Pont de Veauche
Le pont de Veauche est un pont routier permettant le franchissement de la Loire dans le département du même nom, en France.

## Histoire
Achevé le 10 mars 1933, il relie les communes de Veauche et Veauchette. Avant la construction de ce pont, un bac permettait le franchissement de la Loire à cet endroit.